# Changyang-Mensch
Als Changyang-Mensch (长阳人,  Chángyángrén, englisch Changyang Man) werden mittelpaläolithische Fossilien bezeichnet, die 1956 in Zhaojiayan, Kreis Changyang, in der chinesischen Provinz Hubei entdeckt worden sind. Die Funde stammen aus dem späten Pleistozän. Der Changyang-Mensch ist später als der Maba-Mensch (Mabaren) und früher als der Dingcun-Mensch (Dingcunren). Die entdeckten Fossilien sind ein linker Oberkiefer und drei Zähne (zwei Zähne gehören zum Zahndamm des Oberkiefers, einer ist ein einzelner Zahn). Diese Fossilien wurden von ihren chinesischen Bearbeitern als archaischer Homo sapiens bezeichnet, was jedoch in Widerspruch steht zu den heute bekannten, genetischen Analysen zur Ausbreitung des Menschen, aufgrund derer sie zu Homo erectus zu stellen sind.